# 兹纳缅斯克 (加里宁格勒州)

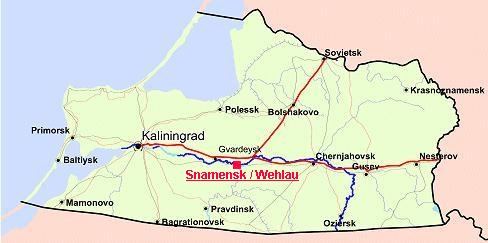
兹纳缅斯克位於東普魯士的交通要道上，距離首府哥尼斯堡50千米，由普列戈利亞河流經

兹纳缅斯克舊稱韦劳（德語：Wehlau）是俄罗斯加里宁格勒州的一个定居点，位于普列戈利亚河和维纳河的交汇处，距离州首府加里宁格勒约50公里。

## 歷史

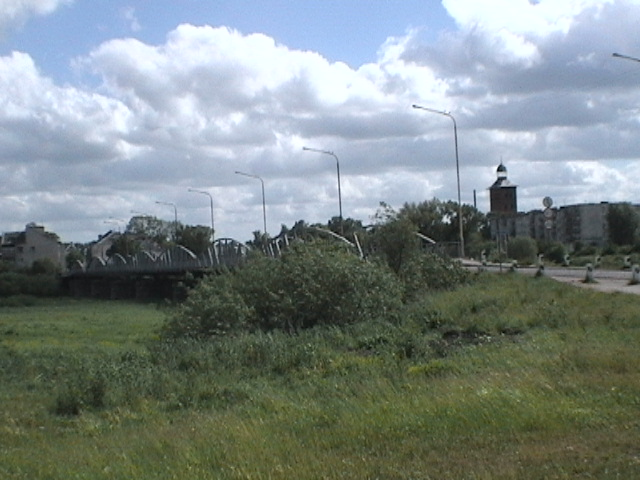
铁预凝胶桥位于城市入口处，背景是城市教堂的塔楼

今天的兹纳缅斯克遗址最初是一座古普鲁士人的堡垒，附近有一个名为Velowe的定居点。该地点有一棵异常大的橡树，被当地普鲁士人认为是神圣的。它至少存在到1595年，当时它被卡斯帕·亨嫩伯格（Caspar Hennenberger）提及。
大约在1255年，该地区被加固，但城堡被其市长提爾斯洛（Tirslo）交给了条顿骑士团。条顿人继续使用这座城堡，并开始組織神聖羅馬帝國的德国人在该地区进行殖民，将定居点命名为韦劳。它于1335年和1339年获得市政宪章，并成为马厩和马匹贸易中心。直到19世纪末，该镇被允许每年组织一次为期六天的亚麻布展、一次为期三天的马匹交易会和两次额外的马牛交易会。1349年，条顿骑士团的大團長海因里希·杜塞默在那里建立了一座方济会修道院，以纪念他在斯特雷巴河战役中战胜了普鲁士人。1380年，圣雅各教堂建成。

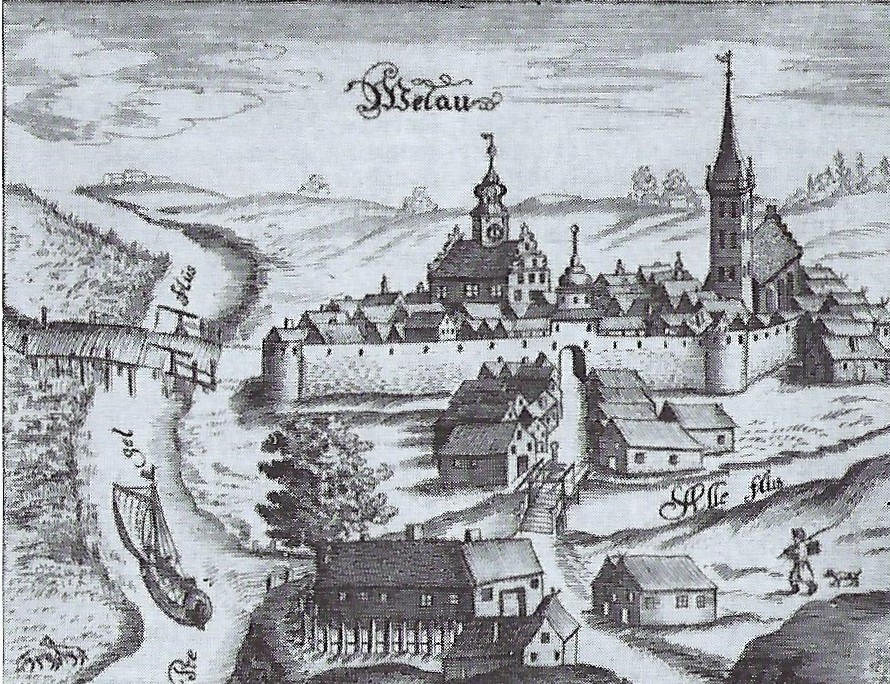
1440年韋勞的蝕刻畫，左側是市政廳，右側高立者為聖雅各布教堂

自1440年以来，该镇是反对条顿騎士團统治的普鲁士联邦的创始成员。1454年，联邦要求波兰国王卡西米尔四世·雅盖隆将该地区并入波兰王国，国王同意并在克拉科夫签署并入法案，城堡和城市并入波兰王国。在随后的十三年战争中，1460年条顿骑士团围攻该镇并成功夺回。战争于1466年结束，在托伦签署了《第二次托伦和約》，根据该条约，该镇成为波兰的一部分，作为条顿骑士团的封地。1490年，大團長约翰·冯·蒂芬修复（或建立，具體不明）该镇的另一座方济会修道院。然而它在1519年的新教改革过程中被摧毁，当时市民皈依新教，并决定这样一个小镇无法承受维持两个修道院的负担，遂將其推倒。
1540年，该镇被一场大火烧毁，只剩下圣雅各布教堂。韦劳後被成功重建，尽管自然灾害一再袭击它，特别是在1542年和1593年的災害。到16世纪末，藩侯格奧爾格·腓特烈曾考虑将柯尼斯堡大学搬到韦劳，但該計畫並未实现。1657年普魯士和波蘭在该镇签署《韦劳条约》，勃兰登堡选帝侯腓特烈·威廉获得了普鲁士公国的主权，此條約使得普魯士王國和勃蘭登堡聯統，同時擺脫了波蘭王國的封臣地位，實力大為壯大。
1818年，它成为了普鲁士王国东普鲁士省哥尼斯堡行政區韋勞縣的所在地。1871年德意志帝國成立，韦劳隨著普魯士加入德意志帝国。到19世纪末，该镇有大约4000名居民，其中大部分是德意志路德教徒。该镇有一个普鲁士东部铁路站點，将柯尼斯堡和柏林连接到圣彼得堡-华沙铁路，还有一个路德教堂、一个地方法院和一所学校。
第二次世界大战末期蘇聯在東普魯士攻勢中大規模反攻。1945年1月23日，该镇被苏联红军占领。旧城中心几乎被完全摧毁，德国人在东普鲁士撤退或被驱逐期间逃离。韦劳根據波茨坦協定併入蘇聯，成为了加里宁格勒州的一部分，并更名为兹纳缅斯克，在此过程中人口不斷流失，由此失去了市鎮权，並於2006年被降级为农村居民点。

## 教育
早在16世纪，在韋勞可能就有一所受福音派影响的高等教育机构的开端。 1541年成为托姆。 罗登被任命为校长。 学校很快发展成为一所普通文法学校。它得到了斯坦菲尔德市长的特别支持，并于1729年搬进了一座新建筑。1810年它失去了具有高中文凭的成熟中学的地位。 它于1843年作为一所文法中学扩展为一所二級中学（Realschule）。